# Яшин, Иван Васильевич
Ива́н Васи́льевич Я́шин (19 января 1919 года  — 26 октября 1966 года, Чебоксары, Чувашская АССР, РСФСР, СССР) — участник Советско-финской и Великой Отечественной войн, парторг 1-го стрелкового батальона 605-го стрелкового полка 132-й стрелковой дивизии 60-й армии Центрального фронта, Герой Советского Союза.

## Биография
Родился 19 января 1919 года в селе Бахмутово ныне Порецкого района Чувашии в семье крестьянина. Русский. В 1936 году окончил Порецкий педагогический техникум. Работал учителем.
В Красной армии с 1939 года. Участник советско-финской войны 1939—1940 годов. Член ВКП(б) с 1940 года. Начало Великой Отечественной войны встретил курсантом военного училища.
В ноябре 1941 года окончил Смоленское военно-политическое училище, эвакуированное в город Рузаевка (Мордовия). Получил назначение военным комиссаром авиационной эскадрильи 636-го ночного бомбардировочного авиационного полка. В составе эскадрильи принял первый бой с гитлеровскими захватчиками.
С марта 1942 года комиссар Иван Яшин воевал в пехоте, в составе 605-го стрелкового полка 132-й стрелковой дивизии. Сначала был политруком роты противотанковых ружей (ПТР), а с июня 1943 года Яшин был назначен парторгом батальона. Особо отличился при форсировании реки Днепр осенью 1943 года.
28 сентября 1943 года капитан Яшин с первыми штурмовыми группами переправился через Днепр в районе села Староглыбов Козелецкого района Черниговской области Украины. На плацдарме участвовал в атаках вражеских позиций, увлекая за собой бойцов. Был тяжело ранен, но продолжал руководить боем.
Указом Президиума Верховного Совета СССР от 17 октября 1943 года за образцовое выполнение заданий командования и проявленные мужество и героизм в боях с немецко-фашистскими захватчиками капитану Яшину Ивану Васильевичу присвоено звание Героя Советского Союза с вручением ордена Ленина и медали «Золотая Звезда» (№ 3365).
После победы продолжил службу в армии. С 1956 года майор Яшин И. В. — в запасе. Жил и работал в столице Чувашии городе Чебоксары. Умер 26 октября 1966 года. 

## Награды
- Герой Советского Союза;
- орден Ленина;
- два ордена Отечественной войны 2 степени;
- два ордена Красной Звезды;
- медали.

## Память

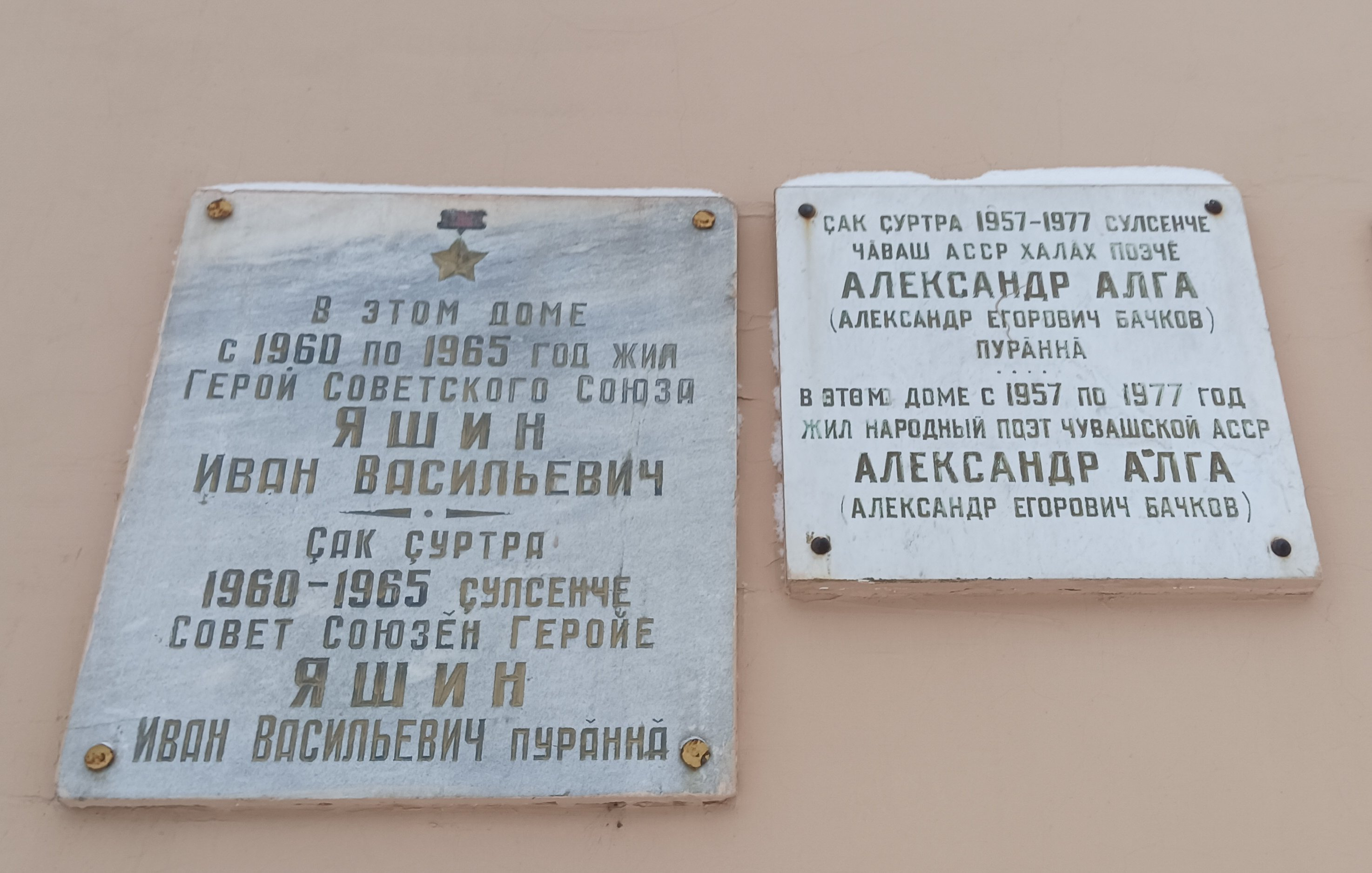
Мемориальная доска

- Похоронен в Чебоксарах на городском кладбище «на Богданке» (улица Богдана Хмельницкого). Похоронен на мемориальном кладбище города Чебоксары.
- В городе Чебоксары, на фасаде дома № 11 по проспекту Ленина, где жил Герой, установлена мемориальная доска.